# 德意志裔人
德意志裔人（德語：Volksdeutsche）指的是在一次大战后居住在德意志（德国、奥地利）国外——母语以德语为主的多数聚居区，或与德国或奧地利有血缘关系的欧洲居民。例如：位于法国的阿尔萨斯、洛林地区，位于比利时的东比利时，以及波兰境内的波森省、东普鲁士、西普鲁士、上西里西亚。另外还有部分位于奥匈帝国（奧地利地區以外）中，讲德语为主的少数民族聚居区，他们大多分布在：南斯拉夫、罗马尼亚、捷克斯洛伐克境内的苏台德和喀爾巴阡地区，意大利波尔扎诺自治省都称为“德意志裔人”。更广泛的说，奥地利人、盧森堡人、瑞士德语区、列支敦斯登人，都全都包括在内。

## 统计
在一份位于1939年3月29日帝国内政部公布的通报（RMBliV, S. 783）中将德意志民族归属，是按如下定义的：

译文：德意志民族归属应按照如：语言、关系、文化等证明其具有真实有效性。外族血统特别是犹太人，即使拥有以上提到的特点，也决不能归属到德意志民族。

1938年中旬约有860万德国人生活居住在昔日帝國国境之外：捷克斯洛伐克（特别是苏台德地区）—348万人，波兰的波兰走廊和东上西里西亚—115万人，罗马尼亚—75万人，匈牙利—60万人，南斯拉夫—55万人，苏联—115万人，在爱沙尼亚、立陶宛、拉脱维亚和但泽自由市還有總計約60萬人。这些地区昔日曾与德国结盟，之后以“回到帝国”的口号并入当时的德国；二次大战结束，当难民流、边界重新划定、驱散完成后，1945—1948年间还有约400万德国人位于东欧境内。

## 信息来源
1. ↑   (PDF).   [2020-11-14]. （原始内容 (PDF)存档于2018-06-27）.

## 文献
- Paul Milata: Zwischen Hitler, Stalin und Antonescu: Rumäniendeutsche in der Waffen-SS. Böhlau Verlag, Köln 2007. ISBN 978-3412-13806-6.
- Doris L. Bergen: The Nazi Concept of 'Volksdeutsche' and the Exacerbation of Anti-Semitism in Eastern Europe, 1939–1945. In: Journal of Contemporary History, Volume 29, Issue 4 (Oct., 1994), 569–582.
- Thomas Casagrande: Die volksdeutsche SS-Division „Prinz Eugen“: Die Banater Schwaben und die nationalsozialistischen Kriegsverbrechen. Campus-Verlag, Frankfurt/Main, New York 2003. ISBN 3-593-37234-7.
- Samuel Salzborn u. Heribert Schiedel: „Nation Europa“ – Ethnoförderale Konzepte und kontinentale Vernetzung der extremen Rechten (PDF （页面存档备份，存于）).
- Georg Hansen: Die Ethnisierung des deutschen Staatsbürgerrechts und seine Tauglichkeit in der EU (PDF （页面存档备份，存于）).